# SEAT Arosa
La SEAT Arosa è un'automobile di segmento A prodotta dalla SEAT dal 1997 al maggio 2004.

## Storia

### Prima serie
Come tradizione della casa automobilistica spagnola, prende il nome da una città spagnola, Vilagarcía de Arousa, in Galizia. È stata una superutilitaria, nata per sostituire la ormai vetusta, sia come linea che come motori, Marbella e aveva il duro compito di mantenere alte le vendite del segmento di base della casa iberica, che era stato ben difeso per dodici anni dall'antenata. Presentata al salone dell'automobile di Ginevra nel marzo 1997, è stata commercializzata in Europa nella primavera dello stesso anno.
Era sostanzialmente una versione gemella più economica della Volkswagen Lupo, prodotta dalla casa madre tedesca, con la quale condivideva il pianale, che era una versione accorciata di quello della Volkswagen Polo contemporanea, e gran parte della meccanica. La sua dotazione era comunque ricca come equipaggiamenti; disponeva infatti di doppio airbag, alzavetri elettrici, tergilavalunotto, chiusura centralizzata con o senza telecomando, ABS, piantone dello sterzo che si ritira in caso di incidente, e montava motori 1.0 e 1.4 già montati sulle Ibiza e VW Polo contemporanee oltre a una motorizzazione diesel. Per quanto riguarda il cambio era disponibile sia quello manuale che quello automatico. Alla base della gamma vi era il modello Basic, l'unico con gli alzavetri manuali, seguita dalla Select, dalla Stella, dalla Sport e dalla Signo, top di gamma con paraurti in tinta, cerchioni e tettuccio apribile.

### Seconda serie

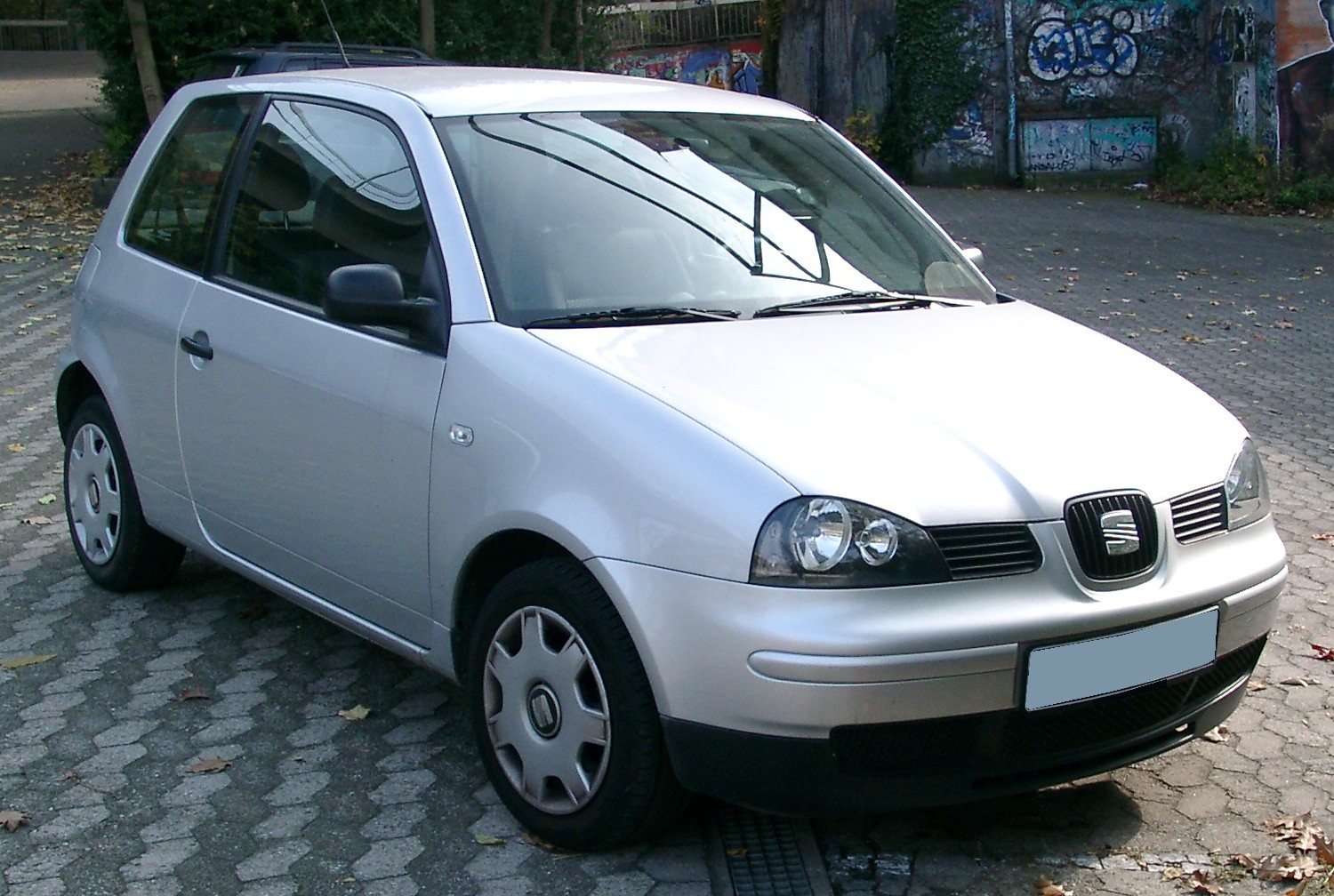
Seat Arosa restyling del 2001

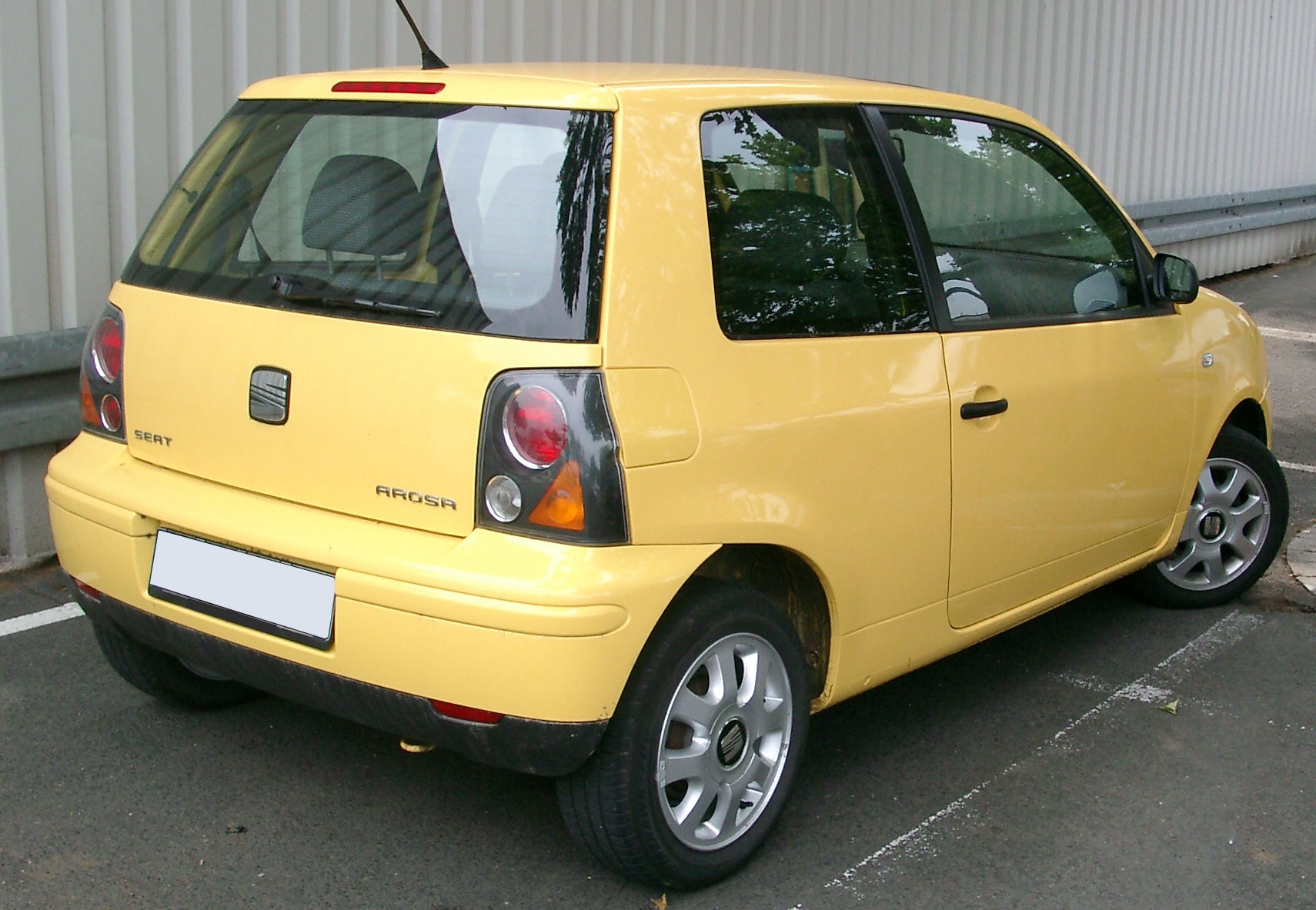
Posteriore di una Arosa restyling

All'Inizio del 2001 fu effettuato sulla Arosa un profondo restyling, riguardante sia gli interni che gli esterni; la piccola Arosa adesso ha un aspetto decisamente meno spartano e molto più sportivo, con un frontale molto aggressivo che sarà poi ripreso, in una scala maggiorata, dalla terza serie della sorella maggiore Ibiza che debutterà l'anno seguente e che caratterizzerà il family-feeling della SEAT per tutto il decennio.
Fu anche introdotto l'allestimento "FR", contraddistinto da una caratterizzazione decisamente sportiva, abbinato al propulsore 1.4 da 101 CV.
La nuova Arosa, comunque, non raccolse il successo sperato, sempre a causa dei prezzi decisamente superiori alla media di quelli delle altre citycar. In questa generazione, fu la versione "Stella" a occupare il posto alla base della gamma, seguita a sua volta dalla FR, che sostituisce la "Sport" e dalla Signo.
Nel 2003-2004 l'Arosa arriva a costare più della gemella Lupo e della più grande Ibiza; esce poi di produzione nella tarda primavera del 2004.
Quando la Volkswagen lancia la Fox, erede della Lupo, la SEAT non crea una nuova city car per raccogliere l'eredità della Arosa, lasciando quindi vuoto il segmento A nei suoi listini per sette anni, fino all'arrivo nel 2011 della Mii.

## Motorizzazioni
| Modello      | Disponibilità       | Motore  | Cilindrata (cm³) | Potenza        | Coppia max (Nm) | Emissioni CO2 (g/Km) | 0–100 km/h (secondi) | Velocità max (Km/h) | Consumo medio (Km/l) |
| 1.0 cat.     | dal debutto al 2005 | Benzina | 999              | 37 kW (50 Cv)  | 86              | 139                  | 17.7                 | 151                 | 16.4                 |
| 1.4 cat.     | dal debutto al 2005 | Benzina | 1390             | 44 kW (60 Cv)  | 116             | 149                  | 14.2                 | 160                 | 15.5                 |
| 1.4 16V cat. | dal 2000 al 2005    | Benzina | 1390             | 74 kW (101 Cv) | 128             | 158                  | 10.0                 | 188                 | 14.2                 |
| 1.4 TDI cat. | dal 1999 al 2003    | Diesel  | 1422             | 55 kW (75 Cv)  | 195             | n.d                  | 12.1                 | 170                 | 21.9                 |
| 1.7 SDI cat. | dal 1998 al 2000    | Diesel  | 1715             | 44 kW (60 Cv)  | 115             | n.d                  | 16.2                 | 157                 | 21.6                 |